# Ponte sospeso delle Ferriere
Il ponte sospeso delle Ferriere è una passerella pedonale che collega i due versanti del torrente Lima tra Mammiano Basso e Popiglio nel comune di San Marcello Piteglio.
È realizzato con strutture che appoggiano su quattro cavi di acciaio mantenuti in tensione; misura 227 metri di lunghezza, 36 metri di altezza massima sull'alveo del fiume e 80 centimetri di larghezza. Nel 1990 è stato inserito nel Guinness dei primati che lo annoverava come “il più lungo ponte sospeso pedonale del mondo”. Dal 2006 il record è detenuto dal ponte sospeso Kokonoe Yume in Giappone.
Inaugurato nel giugno del 1923, fu costruito seguendo l'idea di Vincenzo Douglas Scotti, conte di San Giorgio della Scala, direttore del laminatoio di Mammiano Basso della Società metallurgica italiana. Esso sarebbe servito a permettere il passaggio degli operai che da Popiglio si dovevano recare a lavorare nelle fabbriche situate sul versante opposto: senza una struttura del genere, infatti, gli operai avrebbero dovuto percorrere a piedi circa 6 chilometri per raggiungere il posto di lavoro. Per l'esecuzione dei lavori il conte Vincenzo Douglas Scotti incaricò il capo officina Filiberto Ducceschi, che ebbe la responsabilità della realizzazione dei lavori per la parte meccanica, mentre le opere murarie e di supporto furono affidate a Cesare Vannucci, capo dei muratori.
I lavori iniziarono nel 1920 con l'ausilio di una trentina di operai, che ancorarono i cavi. A questo punto fu possibile realizzare una passerella pedonale, costituita da tavoloni e reti metalliche incardinate alla struttura portante, che univa le due opposte rive del fiume Lima senza alcun sostegno intermedio.
L'opera, che ha perso la sua funzione originale, quella di migliorare le condizioni di viabilità nella vallata, ha subito nel corso degli anni importanti lavori di manutenzione e di consolidamento. Gli ultimi, che risalgono all'anno 2004, hanno permesso di mettere in sicurezza il ponte rendendolo più stabile e resistente attraverso la completa sostituzione dei cavi, dei tiranti laterali, delle passerelle e delle protezioni, con materiale più resistente e leggero. Nel 2014 è stata inaugurata l'illuminazione notturna del ponte.